# Hipparchia venostensis
Hipparchia venostensis är en fjärilsart som beskrevs av Schmidlin 1939. Hipparchia venostensis ingår i släktet Hipparchia och familjen praktfjärilar. Inga underarter finns listade i Catalogue of Life.